# Feliniopsis fusca
Feliniopsis fusca là một loài bướm đêm trong họ Noctuidae.